# Lavallette
Pour les articles ayant des titres homophones, voir Lavalette et La Valette.
Lavallette est une municipalité américaine située dans le comté d'Ocean au New Jersey.
Lors du recensement de 2010, sa population est de 1 875 habitants. La municipalité s'étend sur 0,95 milles carrés (2,46 km2), dont 0,15 milles carrés (0,39 km2) d'étendues d'eau.
La ville devient un borough indépendant du township de Dover en décembre 1887. Elle doit son nom au rear admiral Elie A. F. La Vallette.